# Matthias Ecke

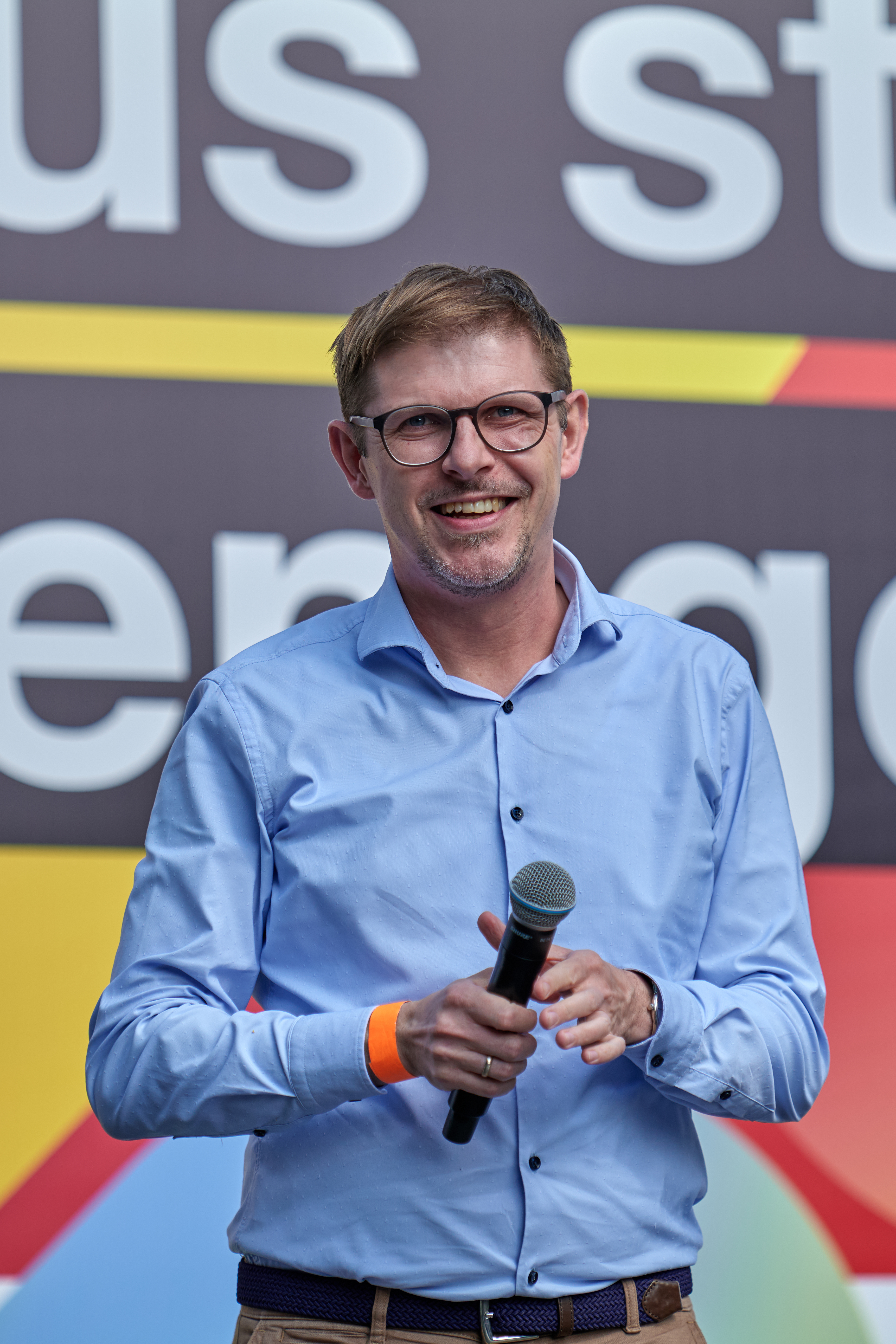
Matthias Ecke spricht bei der Kundgebung Rechtsextremismus stoppen – Demokratie verteidigen am 8. Juni 2024 in Berlin

Matthias Ecke (* 12. April 1983 in Meerane) ist ein deutscher Politiker (SPD). Seit 2022 ist er Abgeordneter im Europäischen Parlament.

## Leben
Ecke wuchs in seiner Geburtsstadt Meerane auf. Er studierte Politikwissenschaft, Volkswirtschaftslehre und Journalistik an der Universität Leipzig und der Karls-Universität Prag und schloss das Studium 2009 mit einer Magisterarbeit über die Beschäftigungspolitik der Europäischen Union ab. 2021 schloss er ein berufsbegleitendes Zweitstudium zum Master of Public Administration an der Hertie School in Berlin mit einer Arbeit über den EU-Wiederaufbaufonds ab.
Er absolvierte berufliche Stationen in Berlin und Leipzig.
Bis zu seinem Einzug ins Europaparlament 2022 war er als Referent im Leitungsstab des Sächsischen Staatsministeriums für Wirtschaft, Arbeit und Verkehr tätig.
Ecke ist verheiratet, hat zwei Töchter und lebt in Dresden.
Er ist Mitglied von ver.di und der IGBCE sowie verschiedenen weiteren Vereinen.

## Politik
Ecke ist Mitglied der SPD. Von 2011 bis 2013 war er stellvertretender Bundesvorsitzender der Jusos. 2016 wurde Ecke Mitglied des geschäftsführenden Vorstands der SPD Dresden und blieb dort bis 2022 aktiv. Seit 2020 ist er Europabeauftragter der SPD Sachsen.
Er kandidierte bei der Europawahl 2019 als Ersatzkandidat von Constanze Krehl. Nachdem diese ihr Mandat niedergelegt hatte, rückte er am 3. Oktober 2022 in das Europaparlament nach. Er betreut die Bundesländer Sachsen und Thüringen für die SPD-Abgeordneten im Europaparlament.
In der 9. Legislaturperiode des Europaparlaments war Ecke Mitglied im Ausschuss für regionale Entwicklung und stellvertretendes Mitglied im Ausschuss für Industrie, Forschung und Energie.
Er kandidierte bei der Europawahl 2024 auf Platz 10 der Europawahlliste der SPD und wurde erneut ins Europäische Parlament gewählt.
Aktuell ist er Mitglied im Ausschuss für Ausschuss für Industrie, Forschung und Energie und stellvertretender Vorsitzender im Unterausschuss für Steuerfragen. Zusätzlich ist Ecke stellvertretendes Mitglied im Ausschuss für regionale Entwicklung und im Ausschuss für Wirtschaft und Währung.

### Politische Positionen
Ecke äußert sich hauptsächlich zu Fragen der europäischen Industriepolitik. So zum Beispiel zur Verabschiedung des Gesetz zur Netto-Null-Industrie oder der europäischen Rohstoffstrategie.  In diesem Zusammenhang gibt es Äußerungen zur europäischen Automobilindustrie, wo er sich für politische Rahmenbedingungen einsetzt, die Beschäftigung und Produktion in Europa erhalten und Elektromobilität stärken.
Im Bereich der Digitalpolitik fordert Ecke die Stärkung von europäischen digitalen Infrastrukturen und der Durchsetzung der EU-Regeln gegen Falschinformationen in Sozialen Netzwerken.

### Angriff auf Ecke in Dresden

Schandauer Straße in Dresden-Striesen

Ecke wurde am Abend des 3. Mai 2024 beim Plakatieren für die Europawahl 2024 in Dresden-Striesen von vier Männern angegriffen und schwer im Gesicht verletzt. Er musste operiert werden. Der Staatsschutz übernahm die Ermittlungen, weil von einer politisch motivierten Tat auszugehen sei. Zahlreiche deutsche Politiker verurteilten den Angriff; Bundeskanzler Olaf Scholz sprach von einer „Bedrohung der Demokratie“.
Ein 17-Jähriger stellte sich am 5. Mai 2024 der Polizei und gab an, er habe Ecke niedergeschlagen. Daraufhin konnten auch die drei weiteren Beschuldigten ausgemacht werden. Laut dem Landeskriminalamt Sachsen sollen alle Verdächtigen 17 und 18 Jahre alt sein. Laut Medienberichten stammten die Tatverdächtigen aus dem Umfeld der Elblandrevolte, einer NPD-nahen Jugendgruppierung.
Am Abend des 5. Mai demonstrierten rund 3000 Menschen in Dresden-Striesen (wo Ecke angegriffen und verletzt worden war) gegen Gewalt. Weit über 100 Abgeordnete unterzeichneten die Striesener Erklärung, in der Gewalt gegen Politiker scharf verurteilt wird.
Das Landeskriminalamt durchsuchte am 5. Mai die Wohnungen der drei weiteren Verdächtigen.

## Mitgliedschaften
Mathias Ecke ist Mitglied der überparteilichen Europa-Union Deutschland, die sich für ein föderales Europa und den europäischen Einigungsprozess einsetzt.